# 2:22 (film)
Pour plus de détails, voir Fiche technique et Distribution.
2:22 est un thriller de science-fiction américano-australien coproduit et réalisé par Paul Currie, sorti en 2017.

## Synopsis
Dylan, un contrôleur aérien sans histoire, perd son emploi après avoir failli provoquer une collision entre deux avions, aveuglé par un éclair de lumière à 2 h 22 précises. Mais il s'aperçoit que cette journée se répète jour après jour. Il rencontre Sarah, une ancienne danseuse qui était dans l'un des avions, et croit que son destin est lié au sien. Alors que des coïncidences étranges le conduisent tous les jours au hall de la gare de Grand Central, à 2 h 22, il va devoir résoudre le mystère de cette heure pour éviter un futur accident…

## Fiche technique
- Titre original et français : 2:22
- Réalisation : Paul Currie
- Scénario : Nathan Parker et Todd Stein
- Photographie : David Eggby
- Montage : Sean Lahiff et Gary Woodyard
- Musique : Lisa Gerrard et James Orr
- Production : Bill Mechanic, Steve Hutensky, Paul Currie, Jackie O'Sullivan et Garrett Kelleher
- Sociétés de production : Lightstream Pictures, Pandemonium Films et Walk The Walk Entertainment
- Sociétés de distribution : Magnolia Pictures (États-Unis), Metropolitan FilmExport (France)
- Pays d'origine :  Australie /  États-Unis
- Langue originale : anglais
- Genre : thriller de science-fiction
- Durée : 98 minutes
- Dates de sortie : 
  - États-Unis : 30 juin 2017
  - France : 8 mars 2018 (DVD)

## Distribution
- Michiel Huisman (VFB : Michelangelo Marchese) : Dylan Branson
- Teresa Palmer (VFB : Audrey d'Hulstère) : Sarah
- Sam Reid (VFB : Philippe Allard) : Jonas
- Simone Kessell : Serena
- Maeve Dermody : Sandy
- Kerry Armstrong (VFB : Fabienne Loriaux) : Catherine
- John Waters : Bill
- Zara Michales : Ellie
- Richard Davies (VFB : Alexandre Crépet) : Inky
- Mitchell Butel : Howard Hutton
- Jessica Clarke : Evelyn

Version française
- Studio de doublage : Dubbing Brothers Belgique
- Direction artistique : Aurélien Ringelheim
- Adaptation des dialogues : Margaux Lamy et Mélanie de Truchis

## Distinctions

### Récompense
- Australian Production Design Guild Awards 2017 : Meilleurs décors pour Nicki Gardiner

### Nomination
- Screen Music Awards 2017 : Meilleure musique de film de l'année pour James Orr et Lisa Gerrard